# The Allegory
The Allegory è l'ottavo album in studio del rapper statunitense Royce da 5'9", pubblicato nel 2020.

## Tracce
1. Mr. Grace (Intro) – 4:07
2. Dope Man (featuring Emanny & Cedric the Entertainer) – 3:41
3. I Don't Age – 2:47
4. Pendulum (featuring Ashley Sorrell) – 4:44
5. I Play Forever (featuring Grafh) – 3:53
6. Ice Cream (Interlude) – 1:09
7. On the Block (featuring Oswin Benjamin & DJ Premier) – 3:54
8. Generation Is Broken – 0:16
9. Overcomer (featuring Westside Gunn) – 5:14
10. Ms. Grace (Interlude) – 1:06
11. Thou Shall (featuring Kid Vishis) – 3:15
12. Fubu (featuring Conway the Machine) – 3:41
13. A Black Man's Favorite Shoe (Skit) – 0:25
14. Upside Down (featuring Ashley Sorrell & Benny the Butcher) – 4:29
15. Perspective (Skit) (contains additional vocals from Eminem) – 2:24
16. Tricked (featuring KXNG Crooked) – 3:40
17. Black People in America – 0:37
18. Black Savage (featuring Sy Ari da Kid, White Gold, Cyhi the Prynce & T.I.) – 4:43
19. Rhinestone Doo Rag – 1:19
20. Young World (featuring Vince Staples & G Perico) – 4:29
21. My People Free (featuring Ashley Sorrell) – 4:37
22. Hero (featuring White Gold) – 3:34